# Ильница цепкая
Ильница цепкая, или ильница обыкновенная (лат. Eristalis tenax) — вид мух-журчалок из подсемейства Eristalinae. Является космополитом.

## Распространение
Космополит.

## Описание

### Имаго
Птероплевра в задней части, гипоплевра и плевротергиты частично опушенные. Медиальная полоса лица широкая, достигает трети ширины лица. Глаза с парой вертикальных полос более густых волосков.

### Личинки
Личинка, носящая название «крыска», имеет длинный придаток на конце брюшка в виде хвоста. Личинка может попадать в организм человека и вызывать миаз.

## Галерея

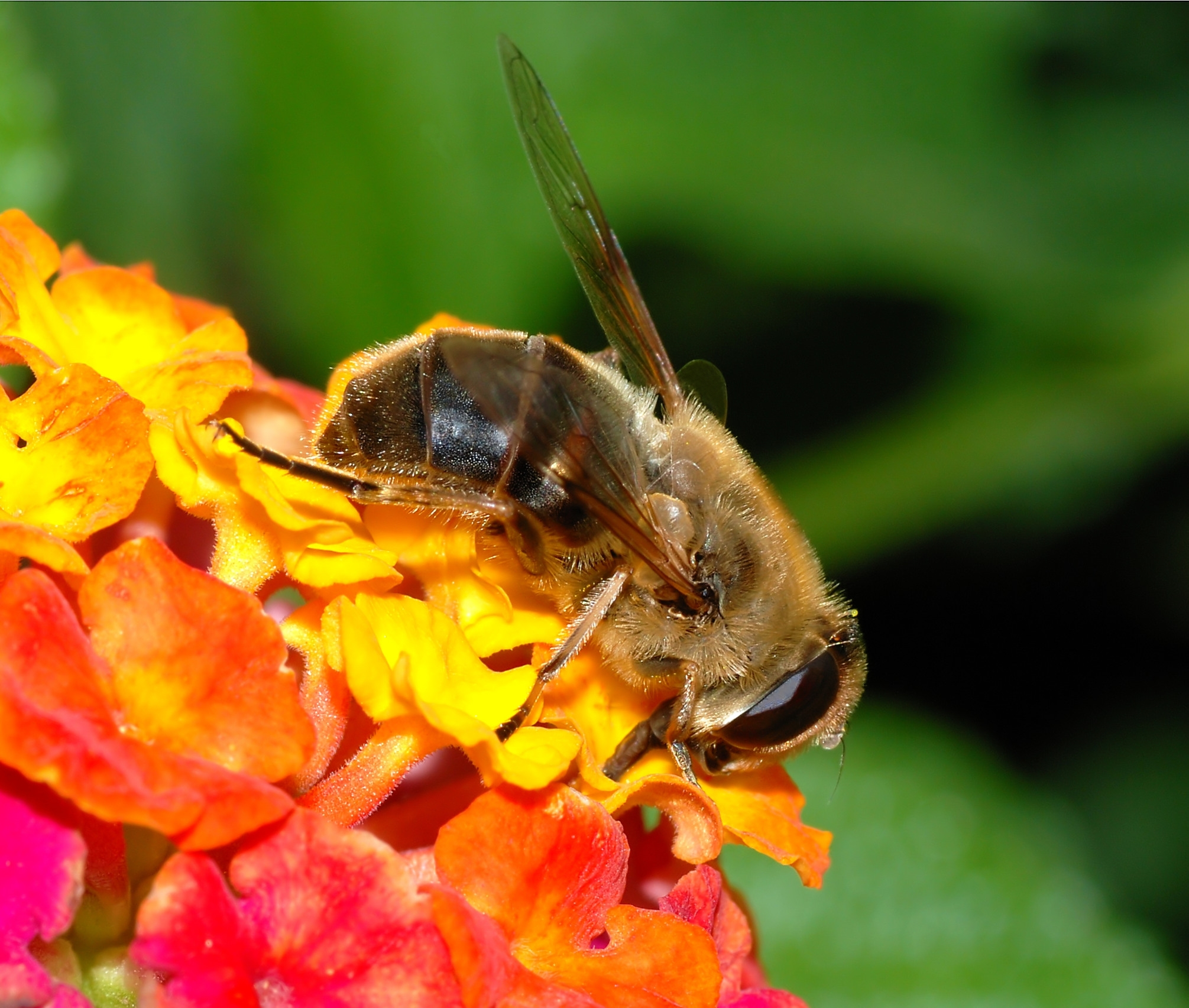
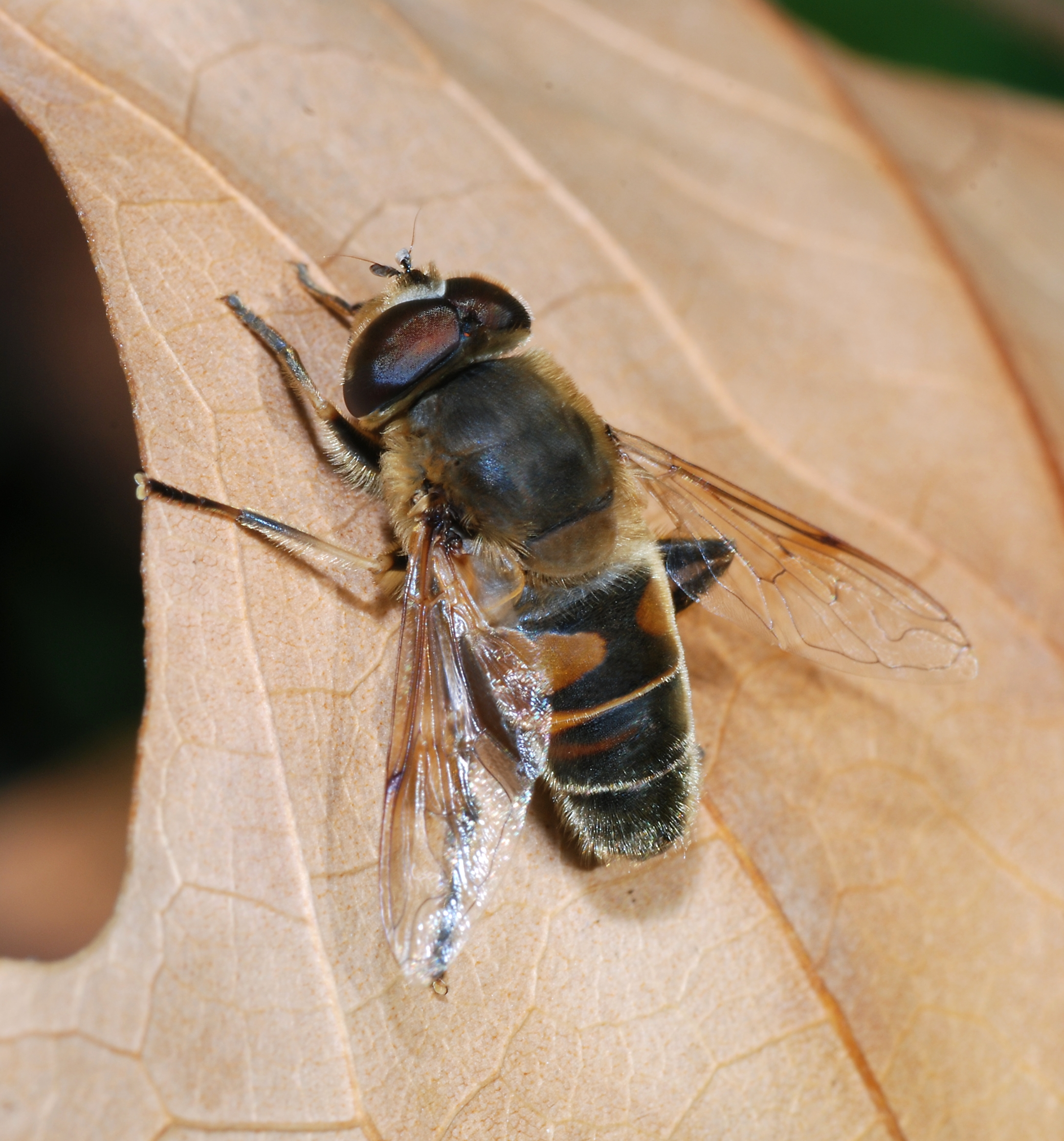
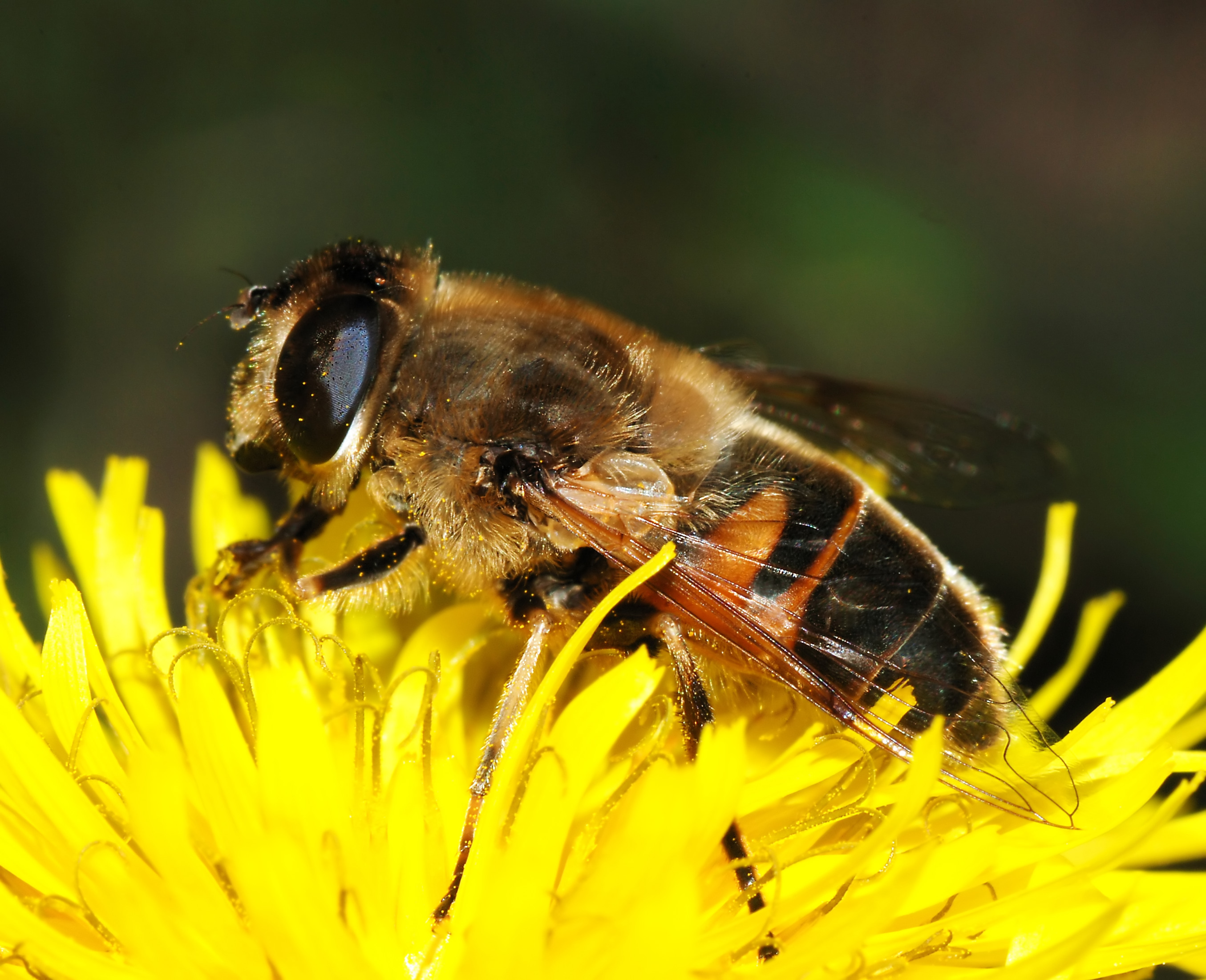
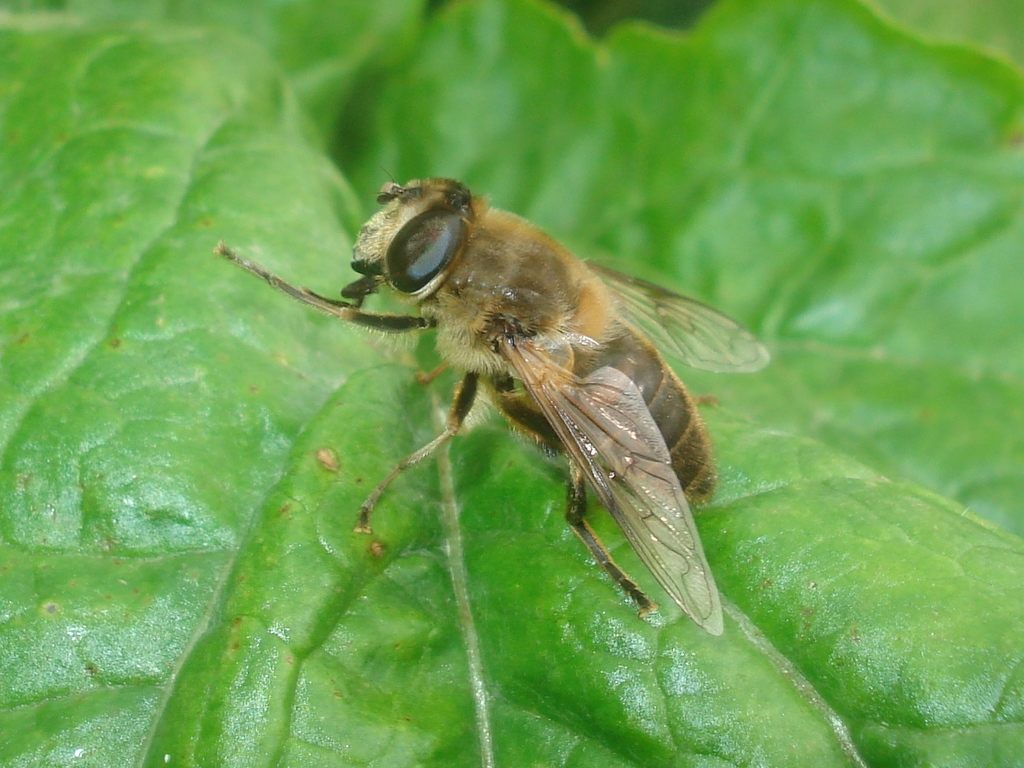